# Florentin Pogba
Florentin Pogba (Conakry, 19 agosto 1990) è un calciatore guineano con cittadinanza francese, difensore dello Stade Poitevin.

## Biografia
Nato a Conakry, capitale della Repubblica di Guinea, ad otto mesi si trasferisce con la famiglia a Roissy-en-Brie, nel dipartimento francese della Senna e Marna. Florentin è fratello di Paul e gemello di Mathias, anche loro calciatori.

## Carriera

### Club
Dopo aver iniziato a giocare a calcio in varie formazioni minori dell'Île-de-France, nel 2007 entra nelle giovanili del club spagnolo del Celta Vigo dove Florentin rimane fino al 2009, quando rientra in Francia e viene tesserato nelle giovanili del Sedan, formazione con cui nel marzo 2010 firma il primo contratto da professionista.
Dopo due campionati, nel settembre 2012, il suo cartellino viene acquisito dal Saint-Étienne, che sceglie di lasciarlo in prestito al Sedan fino al termine della stagione.
Il 31 gennaio 2018 passa a titolo definitivo al Gençlerbirliği.. Il 6 maggio 2018, durante la partita contro l’Antalyaspor, Florentin lascia il campo di sua spontanea volontà, lasciando la squadra in 10 e gettando via la maglia. In seguito a questo gesto venne aggredito dai propri compagni di squadra in campo e solo la rissa viene sedata solo con l’intervento della polizia; in seguito all'avvenimento, Florentin viene svincolato dal club turco.
Nella sessione di mercato invernale, Florentin va in prova all’Elche, club militante in Segunda Division Spagnola. Tuttavia, a causa di ragioni economiche (solo un paio di anni prima l’Elche venne retrocesso automaticamente in Segunda Division per problemi finanziari), il club non mette sotto contratto il difensore guineano.
Il 5 febbraio 2019 viene acquistato dall'Atlanta United.
Il 19 maggio 2020 firma un triennale con la squadra francese del Sochaux; arrivando svincolato, potrà unirsi al club dal 1º luglio seguente.

### Nazionale
Essendo in possesso anche della cittadinanza francese, nel 2011 Florentin accetta la convocazione nella Francia under 20, con cui disputa il Torneo di Tolone. Nel 2013, in ossequio alle regole FIFA circa la nazionalità da professionista, sceglie di giocare definitivamente per i colori della Guinea, suo Paese di nascita.

## Statistiche

### Presenze e reti nei club
Statistiche aggiornate al 26 aprile 2025.
| Stagione             | Squadra              | Campionato           | Campionato | Campionato | Coppe nazionali | Coppe nazionali | Coppe nazionali | Coppe continentali | Coppe continentali | Coppe continentali | Altre coppe | Altre coppe | Altre coppe | Totale | Totale |
| Stagione             | Squadra              | Comp                 | Pres       | Reti       | Comp            | Pres            | Reti            | Comp               | Pres               | Reti               | Comp        | Pres        | Reti        | Pres   | Reti   |
| -------------------- | -------------------- | -------------------- | ---------- | ---------- | --------------- | --------------- | --------------- | ------------------ | ------------------ | ------------------ | ----------- | ----------- | ----------- | ------ | ------ |
| 2010-2011            | Sedan                | L2                   | 13         | 0          | CF+CdL          | 0               | 0               | -                  | -                  | -                  | -           | -           | -           | 13     | 0      |
| 2011-2012            | Sedan                | L2                   | 32         | 4          | CF+CdL          | 0+3             | 0               | -                  | -                  | -                  | -           | -           | -           | 35     | 4      |
| 2012-2013            | Sedan                | L2                   | 34         | 3          | CF+CdL          | 2+1             | 0               | -                  | -                  | -                  | -           | -           | -           | 37     | 3      |
| Totale Sedan         | Totale Sedan         | Totale Sedan         | 79         | 7          |                 | 6               | 0               |                    | -                  | -                  |             | -           | -           | 85     | 7      |
| 2013-2014            | Saint-Étienne        | L1                   | 4          | 0          | CF+CdL          | 1+0             | 0               | UEL                | 0                  | 0                  | -           | -           | -           | 5      | 0      |
| 2014-2015            | Saint-Étienne        | L1                   | 16         | 1          | CF+CdL          | 1+1             | 0               | UEL                | 6                  | 0                  | -           | -           | -           | 24     | 1      |
| 2015-2016            | Saint-Étienne        | L1                   | 24         | 0          | CF+CdL          | 3+0             | 0               | UEL                | 8                  | 0                  | -           | -           | -           | 35     | 0      |
| 2016-2017            | Saint-Étienne        | L1                   | 17         | 1          | CF+CdL          | 0+1             | 0               | UEL                | 11                 | 0                  | -           | -           | -           | 29     | 1      |
| 2017-gen. 2018       | Saint-Étienne        | L1                   | 5          | 0          | CF+CdL          | 1+0             | 0               | -                  | -                  | -                  | -           | -           | -           | 6      | 0      |
| Totale Saint-Étienne | Totale Saint-Étienne | Totale Saint-Étienne | 66         | 2          |                 | 8               | 0               |                    | 25                 | 0                  |             | -           | -           | 85     | 7      |
| gen.-giu. 2018       | Gençlerbirliği       | SL                   | 8          | 0          | TK              | 1               | 0               | -                  | -                  | -                  | -           | -           | -           | 9      | 0      |
| 2019                 | Atlanta United       | MLS                  | 13+3       | 0          | USOC            | 4               | 0               | CCL                | 1                  | 0                  | CC          | 1           | 0           | 22     | 0      |
| 2019                 | Atlanta United 2     | USLC                 | 4          | 0          | -               | -               | -               | -                  | -                  | -                  | -           | -           | -           | 4      | 0      |
| 2020-2021            | Sochaux              | L2                   | 30         | 0          | CF              | 0               | 0               | -                  | -                  | -                  | -           | -           | -           | 30     | 0      |
| 2021-2022            | Sochaux              | L2                   | 32+1       | 0          | CF              | 2               | 0               | -                  | -                  | -                  | -           | -           | -           | 35     | 0      |
| Totale Sochaux       | Totale Sochaux       | Totale Sochaux       | 62+1       | 0          |                 | 2               | 0               |                    | -                  | -                  |             | -           | -           | 65     | 0      |
| 2022-2023            | ATK Mohun Bagan      | ISL                  | 2          | 0          | SC              | 0               | 0               | AFC Cup            | 1                  | 0                  | DC          | 3           | 0           | 6      | 0      |
| 2024-2025            | Virton               | D3                   | 20+7       | 5+0        | CB              | -               | -               | -                  | -                  | -                  | -           | -           | -           | 27     | 5      |
| Totale carriera      | Totale carriera      | Totale carriera      | 265        | 14         |                 | 21              | 0               |                    | 27                 | 0                  |             | 4           | 0           | 317    | 14     |

### Cronologia presenze e reti in nazionale
| Cronologia completa delle presenze e delle reti in nazionale ― Guinea | Cronologia completa delle presenze e delle reti in nazionale ― Guinea | Cronologia completa delle presenze e delle reti in nazionale ― Guinea | Cronologia completa delle presenze e delle reti in nazionale ― Guinea | Cronologia completa delle presenze e delle reti in nazionale ― Guinea | Cronologia completa delle presenze e delle reti in nazionale ― Guinea | Cronologia completa delle presenze e delle reti in nazionale ― Guinea | Cronologia completa delle presenze e delle reti in nazionale ― Guinea |
| Data                                                                  | Città                                                                 | In casa                                                               | Risultato                                                             | Ospiti                                                                | Competizione                                                          | Reti                                                                  | Note                                                                  |
| --------------------------------------------------------------------- | --------------------------------------------------------------------- | --------------------------------------------------------------------- | --------------------------------------------------------------------- | --------------------------------------------------------------------- | --------------------------------------------------------------------- | --------------------------------------------------------------------- | --------------------------------------------------------------------- |
| 11-8-2010                                                             | Marignane                                                             | Mali                                                                  | 0 – 2                                                                 | Guinea                                                                | Amichevole                                                            | -                                                                     | Ingresso                                                              |
| 5-2-2013                                                              | Dakar                                                                 | Senegal                                                               | 1 – 1                                                                 | Guinea                                                                | Amichevole                                                            | -                                                                     |                                                                       |
| 24-3-2013                                                             | Maputo                                                                | Mozambico                                                             | 0 – 0                                                                 | Guinea                                                                | Qual. Mondiali 2014                                                   | -                                                                     | 77’                                                                   |
| 9-6-2013                                                              | Conakry                                                               | Guinea                                                                | 6 – 1                                                                 | Mozambico                                                             | Qual. Mondiali 2014                                                   | -                                                                     | 46’ 63’                                                               |
| 25-5-2014                                                             | Colombes                                                              | Mali                                                                  | 1 – 2                                                                 | Guinea                                                                | Amichevole                                                            | -                                                                     |                                                                       |
| 11-10-2014                                                            | Casablanca                                                            | Guinea                                                                | 1 – 1                                                                 | Ghana                                                                 | Qual. Coppa d'Africa 2015                                             | -                                                                     |                                                                       |
| 15-11-2014                                                            | Lomé                                                                  | Togo                                                                  | 1 – 4                                                                 | Guinea                                                                | Qual. Coppa d'Africa 2015                                             | -                                                                     | Ammonizione                                                           |
| 19-11-2014                                                            | Casablanca                                                            | Guinea                                                                | 2 – 0                                                                 | Uganda                                                                | Qual. Coppa d'Africa 2015                                             | -                                                                     |                                                                       |
| 13-1-2015                                                             | Casablanca                                                            | Senegal                                                               | 5 – 2                                                                 | Guinea                                                                | Amichevole                                                            | -                                                                     |                                                                       |
| 20-1-2015                                                             | Malabo                                                                | Costa d'Avorio                                                        | 1 – 1                                                                 | Guinea                                                                | Coppa d'Africa 2015 - 1º turno                                        | -                                                                     |                                                                       |
| 24-1-2015                                                             | Malabo                                                                | Camerun                                                               | 1 – 1                                                                 | Guinea                                                                | Coppa d'Africa 2015 - 1º turno                                        | -                                                                     | 45+3’                                                                 |
| 6-6-2015                                                              | Saint-Leu-la-Forêt                                                    | Guinea                                                                | 1 – 2                                                                 | Ciad                                                                  | Amichevole                                                            | -                                                                     | 85’                                                                   |
| 12-6-2015                                                             | Casablanca                                                            | Guinea                                                                | 1 – 2                                                                 | eSwatini                                                              | Qual. Coppa d'Africa 2017                                             | -                                                                     |                                                                       |
| 6-9-2015                                                              | Harare                                                                | Zimbabwe                                                              | 1 – 1                                                                 | Guinea                                                                | Qual. Coppa d'Africa 2017                                             | -                                                                     |                                                                       |
| 25-3-2016                                                             | Conakry                                                               | Guinea                                                                | 0 – 0                                                                 | Malawi                                                                | Qual. Coppa d'Africa 2017                                             | -                                                                     |                                                                       |
| 29-3-2016                                                             | Blantyre                                                              | Malawi                                                                | 1 – 2                                                                 | Guinea                                                                | Qual. Coppa d'Africa 2017                                             | -                                                                     |                                                                       |
| 24-3-2017                                                             | Le Havre                                                              | Guinea                                                                | 2 – 2                                                                 | Gabon                                                                 | Amichevole                                                            | -                                                                     | 46’                                                                   |
| 28-3-2017                                                             | Yaoundé                                                               | Camerun                                                               | 1 – 2                                                                 | Guinea                                                                | Amichevole                                                            | -                                                                     | 85’                                                                   |
| 6-6-2017                                                              | Blida                                                                 | Algeria                                                               | 2 – 1                                                                 | Guinea                                                                | Amichevole                                                            | -                                                                     |                                                                       |
| 10-6-2017                                                             | Bouaké                                                                | Costa d'Avorio                                                        | 2 – 3                                                                 | Guinea                                                                | Qual. Coppa d'Africa 2019                                             | -                                                                     |                                                                       |
| 24-3-2018                                                             | Nouakchott                                                            | Mauritania                                                            | 2 – 0                                                                 | Guinea                                                                | Amichevole                                                            | -                                                                     |                                                                       |
| 12-10-2019                                                            | Conakry                                                               | Guinea                                                                | 0 – 1                                                                 | Comore                                                                | Amichevole                                                            | -                                                                     |                                                                       |
| 15-10-2019                                                            | Alicante                                                              | Cile                                                                  | 3 – 2                                                                 | Guinea                                                                | Amichevole                                                            | -                                                                     |                                                                       |
| 11-11-2020                                                            | Conakry                                                               | Guinea                                                                | 1 – 0                                                                 | Ciad                                                                  | Qual. Coppa d'Africa 2021                                             | -                                                                     |                                                                       |
| 15-11-2020                                                            | N'Djaména                                                             | Ciad                                                                  | 1 – 1                                                                 | Guinea                                                                | Qual. Coppa d'Africa 2021                                             | -                                                                     |                                                                       |
| 31-5-2021                                                             | Istanbul                                                              | Turchia                                                               | 0 – 0                                                                 | Guinea                                                                | Amichevole                                                            | -                                                                     | 82’                                                                   |
| 5-6-2021                                                              | Antalya                                                               | Togo                                                                  | 2 – 0                                                                 | Guinea                                                                | Amichevole                                                            | -                                                                     | 46’                                                                   |
| 8-6-2021                                                              | Antalya                                                               | Kosovo                                                                | 1 – 2                                                                 | Guinea                                                                | Amichevole                                                            | -                                                                     |                                                                       |
| 11-6-2021                                                             | Manavgat                                                              | Guinea                                                                | 2 – 1                                                                 | Niger                                                                 | Amichevole                                                            | -                                                                     | 46’                                                                   |
| 1-9-2021                                                              | Nouakchott                                                            | Guinea-Bissau                                                         | 1 – 1                                                                 | Guinea                                                                | Qual. Mondiali 2022                                                   | -                                                                     | 20’                                                                   |
| 9-10-2021                                                             | Agadir                                                                | Guinea                                                                | 2 – 2                                                                 | Sudan                                                                 | Qual. Mondiali 2022                                                   | -                                                                     |                                                                       |
| Totale                                                                |                                                                       | Presenze                                                              | 31                                                                    |                                                                       | Reti                                                                  | 0                                                                     |                                                                       |

## Palmarès

### Competizioni nazionali
- Lamar Hunt U.S. Open Cup: 1

Atlanta United: 2019
- Indian Super League: 1

ATK Mohun Bagan: 2022-2023

### Competizioni internazionali
- Campeones Cup: 1

Atlanta United: 2019